# Елюй Люгэ
Елюй Люгэ (кит. трад. 耶律留哥, пиньинь Yēlǜ Liúgē, 1165—1220) — 1-й правитель киданьского государства Восточная Ляо (1213—1220). Представитель ранней киданской династий Ляо.

## Биография
О его жизни мало известно. Происходил из киданьской династии Ляо. После свержения династии чжурчжэнями, его предки служили новой династий Цзинь. Во время войны Цзинь с монголами, 1211 году поднял восстание против Цзинь и объявил себя императором Восточной Ляо. Стал союзником Чингисхана. 1216 году его родственники Елюй Сыбу и Елюй Цину восстали против него и провозгласили новое государство Поздняя Ляо. Но оба были убиты, а государство — уничтожено. 1218 году другие кидани бежали в Корё. В 1220 году Елюй Люгэ скончался.

## В современной культуре
Елюй Люгэ стал персонажем романа Исая Калашникова «Жестокий век» (1978).